# برزغان سفلي
برزغان سفلی (بالإنجليزية: Parzegan-e Sofla)‏ هي قرية تقع في قسم تشنارود الشمالي الريفي (مقاطعة تشادغان) في إيران. يقدر عدد سكانها بـ 92 نسمة بحسب إحصاء 2016.